# Snowed in
Snowed in è un serial cinematografico del 1926 diretto da  Spencer Gordon Bennet; si ipotizza che sia andato perduto.

## Trama
Una guardia forestale e un'avventuriera si scontrano con dei banditi guidati dal misterioso Charles Redfield, che nessuno dei banditi ha mai visto.

## Episodi
1. Storm Warnings
2. The Storm Starts
3. The Coming of Redfield
4. Redfield Strikes
5. Buried
6. The Enemy's Stronghold
7. The Trap
8. Thieves' Honor
9. Daybreak
10. The End of Redfield